# Едді Афонсу
Едді Афонсу (порт. Eddy Afonso, нар. 7 березня 1994, Луанда) — ангольський футболіст, лівий захисник, півзахисник клубу «Петру Атлетіку» і національної збірної Анголи.

## Клубна кар'єра
У дорослому футболі дебютував 2013 року виступами за команду «Петру Атлетіку», з якої наступного року перебрався до «Рекреатіву ду Ліболу». Відіграв за команду з Ліболу наступні чотири сезони своєї ігрової кар'єри, протягом яких двічі, у 2014 і 2015 роках, става чемпіоном Анголи.
2017 року повернувся до «Петру Атлетіку». 

## Виступи за збірну
2013 року дебютував в офіційних матчах у складі національної збірної Анголи.
Був у заявці збірної на Кубку африканських націй 2019 в Єгипті, утім залишався резервним гравцем і в матчах турніру на поле не виходив.

## Титули і досягнення
- Чемпіон Анголи (4):

«Рекреатіву ду Ліболу»: 2014, 2015